# Johan Faddegon
Johan Melchior Faddegon (Amsterdam, 31 oktober 1871 – ?, 18 april 1941) was een Nederlands-Frans beeldhouwer en medailleur. Hij wordt ook vermeld als Jean Melchior Faddegon.

## Leven en werk
Johan Faddegon werd geboren aan de Vijzelstraat in Amsterdam, als een zoon van horlogemaker Barend Abraham Faddegon en Sophia Elisabeth Laugeman. Hij was een oudere broer van Marie Faddegon en oom van Fiore Faddegon. Het lag voor de hand dat Johan als oudste zoon zijn vader zou opvolgen, maar hij koos voor een studie aan de Rijksakademie van beeldende kunsten (1888-1894), bij Ferdinand Leenhoff en Jan Six. Na zijn studie werd hij hulpstempelsnijder bij 's Rijks Munt in Utrecht (1893-1899). In deze periode werd hij naar Parijs gestuurd om verder te studeren aan de École des beaux-arts, hij kreeg les van J. Thomas en Paulin Tasset. Faddegon werd ontslagen vanwege het opheffen van die functie. In 1896 trouwde hij met Jeanne Souêtre, die hij in Parijs had ontmoet. Het stel woonde in Montrouge en Bourg-la-Reine. In 1906 werd hij genaturaliseerd tot Fransman.
Faddegon bleef na zijn ontslag bij 's Rijks Munt penningen en plaquettes maken, die hij ook exposeerde. Hij werkte daarnaast als tolk Arabisch-Frans voor het Franse leger en gaf lezingen over onder meer de Arabische geschiedenis, tijdmeetkunde en penningkunst. In het letterkundig tijdschrift Van Onzen Tijd in 1912, wordt zijn naam genoemd tussen Nederlandse beeldhouwers als Jan Bronner, Toon Dupuis, Bart van Hove en Pier Pander. Hij was in de jaren 20 bibliothecaris van de Union Centrale des Arts Décoratifs. Hij was lid van de Société Chronométrique de France en corresponderend lid van de Horlogebond.
Johan Faddegon overleed in 1941, op 69-jarige leeftijd. Zijn werk is opgenomen in de collecties van onder andere het Amsterdam Museum, Geldmuseum, Rijksmuseum Amsterdam, het Teylers Museum en het Musée d'Orsay.
Voorbeelden
Een voorbeeld van zijn werk is een penning met portret van koningin Wilhelmina (1902), met omschrift in het Maleis: "De roemrijke Maharadja (koningin) Wilhelmina. jang di pertoewan (heerseres) in het land van Holland en in het land Nederlandsch Indiê met zijn geheelen gebiedskring". Hij stuurde de penning met vier andere werken in voor de afdeling beeldhouwkunst op de Parijse salon van de Societé Nationale des Beaux-Arts in 1902. Er werd aandacht aan besteed in onder andere de Nieuwe Rotterdamsche Courant en Eigen Haard, in het blad van het Nederlands Genootschap voor Munt- en Penningkunde schreef men: "Het is niet de lieftallige verschijning, die wij kennen, zoo gaarne zien en toejuichen. Kennelijk heeft de kunstenaar het hoogverhevene der koninklijke majesteit willen vertolken in zijn beeld; wat we hier voor ons zien is Wilhelmina, de keizerin van het 'prachtige rijk van Insulinde, dat zich daar slingert om den evenaar als een gordel van smaragd'. Het stuk verdient ten volle den grooten lof, die de N. R. Ct., anders in dit opzicht zoo karig t. o. van nederlandsche penningen, er aan toezwaait.
Een andere penning die Faddegon maakte was ter gelegenheid van het afscheid van B.H. Pekelharing in 1908 als hoogleraar van de Polytechnische School te Delft. Het door Faddegon gebeeldhouwd portret is later als medaillon aangebracht in de Senaatszaal. Pekelharing vertelde in een dankbetuiging over hun ontmoetingen: "Van oordeel dat ik beter deed, onder het "zitten" niet te lezen, opende de artiest een gesprek, dat wij na den arbeid plachten voort te zetten. Aan dit herhaalde samenzijn heb ik aangename herinneringen bewaard. Want de heer Faddegon bleek zich te kenmerken door een zeldzame verscheidenheid van de objecten zijner studie, waarover hij me placht te onderhouden."

## Enkele werken
- 1894: penning met portret van J.P.M. Menger, muntproef van Faddegon bij 's Rijksmunt
- 1896: Alida, galvano plaquette van de dochter van Christiaan de Bouter
- 1897: beloningspenning van het Taalfonds in de Zuid-Afrikaansche Republiek voor vorderingen in de Hollandse taal
- 1898: inhuldigingspenning koningin Wilhelmina
- 1898: gedenkplaquette 70e verjaardag van de hoogleraar Jean Abraham Chrétien Oudemans
- 1899: afscheid Johan Hendrik Nicolaas Ruysch van Dugteren, provoost van de muntgezellen van 's Rijks Munt
- 1902: herdenkingspenning ter herinnering aan 300 jaar Nederlands gezag in Nederlands-Indië
- 1902: prijspenning voor de Nationale Landbouwtentoonstelling in Leeuwarden
- 1902: penning met portret van koningin Wilhelmina, met opschrift in het Maleis
- 1906: Rembrandt-penning, ter gelegenheid van zijn 300e geboortedag
- 1907: gedenkpenning bij het afscheid van prof. B.H. Pekelharing

## Galerij

Penning van het Taalfonds (1897)
Penning 300 jaar Nederlandsch gezag in Indië (1902)

- Biografisch Portaal: 59224344
- Base Léonore: LH//923/57
- RKD-Nederlands Instituut voor Kunstgeschiedenis: 27157